# Кароль Мацкевич
Кароль Мацкевич (пол. Karol Mackiewicz; нар. 1 червня 1996, Білосток, Польща) — польський футболіст, півзахисник клубу «Ягеллонія», який на правах річної оренди виступає в клубі «Вігри» (Сувалки).

## Життєпис
Футбольну кар'єру розпочав у клубі «Гетьман» (Білосток), а в 2009 році перейшов до молодіжної команди «Ягеллонії». В Екстраклясі дебютував 26 травня 2013 року в програному поєдинку проти «Шльонська» (Вроцлав). Потім на рік був відданий в оренду до клубу «Вігри» (Сувалки). 19 липня 2017 року знову був орендований клубом з Сувалок.

## Досягнення

### Клубні
«Ягеллонія» (Білосток)
- Екстракляса
  -  Срібний призер (1): 2016/17

«Вігри» (Сувалки)
- Друга ліга (плей-оф за підвищення)
  -  Чемпіон (1): 2013/14